# Emil Söchting
Emil Söchting (nascut el 22 de febrer de 1858 a Gröningen (província de Saxònia); mort el 20 d'octubre de 1937 a Stendal) fou un compositor alemany. i professor de piano. Va treballar a Magdeburg.
Va fer els estudis en el Reial Institut de Música eclesiàstica, de Berlín. Va escriure nombroses obres d'estudi per a piano i de cambra, publicant entre altres obres teòriques les titulades Der freie Fall; Refform-Klavierschule i Schule der Gewichtstechnik, de gran importància didàctica.